# ساغند (رباطات)
ساغند (بالفارسية: ساغند) هي قرية تقع في إيران في قسم رباطات الريفي. يقدر عدد سكانها بـ 190 نسمة و 59 عائلة .